# McDonnell F2H Banshee
El McDonnell F2H Banshee fue un caza a reacción monoplaza utilizado en portaaviones, fundamentalmente por la Armada y el Cuerpo de Marines de los Estados Unidos entre 1948 y 1961. Fue uno de los principales aviones de combate utilizado durante la guerra de Corea por Estados Unidos, y el único caza a reacción desplegado por la Marina Real Canadiense, en servicio entre 1955 y 1962. El nombre de la aeronave procede del espíritu femenino denominado banshee de la mitología irlandesa.

## Diseño y desarrollo
El Banshee fue un desarrollo del FH Phantom, aunque se estaba planeando antes de que el Phantom entrara en producción. Los ingenieros de McDonnell pretendían originalmente que la aeronave fuera un Phantom modificado que compartiera muchas partes con la aeronave anterior, pero pronto se hizo evidente que la necesidad de armamento más pesado, mayor capacidad interna de combustible y otras mejoras harían inviable la idea.
El nuevo avión usaría motores mucho más grandes y más potentes, un par de turborreactores Westinghouse J34 recientemente desarrollados, aumentando el empuje de los 7 kN (1600 lbf) del J30 a 13 kN (3000 lbf) cada uno; ya que los motores más grandes tenían que encajar dentro de las raíces del ala, esto requería un ala más grande y gruesa, con una envergadura de 12,65 m (41 pies 6 pulgadas) en lugar de la del Phantom de 12,19 m (40 pies 0 pulgadas). Los motores más potentes también consumían más combustible, por lo que el fuselaje se amplió y reforzó para aumentar la capacidad de combustible. Los líderes de la Armada decidieron alejarse de la ametralladora de 12,7 mm (calibre .50) estándar de la Segunda Guerra Mundial a cañones de 20 mm (0,79 pulgadas); cuatro de las armas estaban montadas en la parte inferior para evitar que los pilotos quedaran cegados por el fogonazo cuando disparaban las mismas por la noche, un problema que sufría el Phantom con sus armas montadas en la parte superior. El Banshee fue diseñado para acomodar un asiento eyectable, una capacidad de la que el Phantom carecía, e incorporaba una gran cantidad de mejoras a otros sistemas de aviones. La cabina del piloto estaba completamente presurizada y con aire acondicionado, y los flaps, el tren de aterrizaje, las alas plegables, la cubierta y los frenos de aire funcionaban eléctricamente, en lugar de neumáticamente. La parte frontal del parabrisas estaba hecha de cristal a prueba de balas, que se calentaba eléctricamente para evitar las heladas.
El avión incorporaba una característica de diseño novedosa: un tren de aterrizaje de morro "de rodillas", que consiste en un par de ruedas muy pequeñas delante de la rueda de morro normal. La rueda de la morro se podía retraer para que la aeronave se apoyara en las ruedas más pequeñas, permitiéndole rodar con su cola alta en el aire. El objetivo era facilitar el aparcamiento, permitiendo que la aeronave se estacione con su morro debajo de la cola de otra aeronave, ahorrando espacio, y mejorando la seguridad al dirigir el chorro de aire caliente hacia arriba mientras se desplazaba. Sin embargo, se encontró que la característica era de poca utilidad operacional y se omitió en las variantes posteriores del Banshee.
Una maqueta del nuevo caza, originalmente designado XF2D-1, se completó en abril de 1945. El proyecto sobrevivió al final de la guerra, pero el trabajo de desarrollo se ralentizó y el primero de los tres prototipos no se construyó hasta finales de 1946. El avión hizo su primer vuelo el 11 de enero de 1947 desde Lambert Field, San Luis, Misuri. Durante el primer vuelo de pruebas, el avión mostró un régimen de ascenso de 2743 m/min (9000 pies/min), dos veces el régimen de ascenso del F8F Bearcat, el principal interceptor de defensa de la flota de la Armada en ese momento. La Armada volvió a designar el avión como XF2H-1 en 1947, después de encargar a un caza a reacción diferente de Douglas, otro contratista de la Armada que también recibió la letra de constructor "D". Se realizó un encargo de 56 aviones en mayo de 1947. 
Las similitudes con el FH-1 significaban que McDonnell pudo completar el primer F2H-1 en agosto de 1948, apenas tres meses después de que el último FH-1 saliera de la línea de ensamblaje. En relación con el XF2D-1, el fuselaje se extendió aproximadamente 12 pulgadas hacia delante del ala y la capacidad de combustible se incrementó en 29 galones, hasta los 877 galones. El empenaje se rediseñó ligeramente, lo que redujo el tamaño del carenado vertical del plano posterior y se eliminó el diedro de los estabilizadores horizontales. La relación del grosor del ala y la cola también se redujo para aumentar el número de Mach crítico. El F2H-1 fue actualizado con motores de empuje de 14 kN (3150 lbf) a medida que estaban disponibles.
Aunque la Armada aceptó el F2H-1, fue el más capaz F2H-2 el que más se utilizó. Con los nuevos motores Westinghouse J34-WE-34 de 14,5 kN (3250 lbf) de empuje, el rendimiento fue mejorado significativamente. El ala fue modificada y reforzada para agregar provisiones para depósitos de combustible de punta de ala de 760 l (200 gal); a diferencia del F9F Panther de la USN contemporánea, los depósitos de punta de ala del Banshee eran desmontables. Se agregaron dos soportes de armamento debajo de cada interior y exterior del ala, para un total de ocho, lo que permitía que la aeronave llevase una carga máxima de 720 kg (1580 lb), que consistía en cuatro bombas de 113 kg (250 lb) y cuatro cohetes no guiados de 12,7 cm (5 pulgadas). El tren delantero "de rodillas" se omitió desde el F2H-2 y en la mayoría de las variantes posteriores del Banshee.
El F2H-2 fue la base de tres variantes menores del Banshee. El primero, el F2H-2B, tenía alas reforzadas y un pilón interior reforzado debajo del ala de babor para permitir que la nave transportara una bomba nuclear Mark 7 de 748 kg (1650 lb) o una Mark 8 de 1465 kg (3230 lb). Para compensar la carga enormemente aumentada, el F2H-2B estaba equipado con puntales del tren de aterrizaje más rígidos y un amplificador de potencia conmutable por el piloto para los alerones; esto último era necesario para que los pilotos pudieran controlar el alabeo a la izquierda con un pesada bomba nuclear Mark 8 instalada en el soporte izquierdo. Se omitió un cañón de 20 mm para dejar espacio para dispositivos electrónicos adicionales para armar el arma nuclear.
El F2H-2N fue una variante de caza nocturna equipada con un morro 0,86 m (2 pies 10 pulg.) más largo que albergaba una unidad de radar Sperry Corporation AN/APS-19. Los cañones fueron movidos hacia atrás en el morro para hacer espacio para el radar. Un F2H-2N, BuNo 123311, fue finalmente devuelto a McDonnell para servir como prototipo para la agrandada serie F2H-3. Algunos F2H-2N conservaron la característica de morro "de rodillas" del anterior F2H-1.
El F2H-2P fue una versión de reconocimiento fotográfico con seis cámaras ubicadas en un morro 0,74 m (2 pies 5 pulg.) más largo; fue el primer avión de reconocimiento de propulsión a chorro utilizado por la USN. Los controles remotos permitían al piloto rotar las cámaras en los planos vertical y horizontal, y la aeronave podría equiparse con un par de contenedores debajo de cada ala que contenían 20 cartuchos de flash para fotografía nocturna. La bodega de la cámara se calentaba eléctricamente para evitar las heladas. El F2H-2P fue considerado un valioso recurso de reconocimiento fotográfico ya que, debido a su largo alcance para un avión a reacción, con una altitud operativa máxima de 14 800 m (48 500 pies), combinado con su velocidad, lo hacía extremadamente difícil de interceptar por otros aviones de combate.
El F2H-3 fue la última variante significativa. El fuselaje se extendió 2,44 m (8 pies 0 pulg.) para aumentar la carga interna de combustible a 4172 l (1102 gal). Los depósitos de combustible desmontables de las puntas alares se redujeron a 644 l (170 galones) cada uno, pero debido a la mayor capacidad interna de combustible de la aeronave, estos depósitos rara vez se utilizaron en servicio. Los estabilizadores horizontales se bajaron desde la cola vertical hasta el fuselaje y se instalaron con un significativo diedro. El F2H-3 estaba equipado con una unidad de radar Westinghouse AN/APQ-41, lo que permitía que el caza se usara en misiones todotiempo, y los cañones se movieron hacia abajo y hacia atrás desde el morro para acomodar el radar y aumentar la capacidad de munición de 150 rondas por arma a 220 rondas por cada arma superior y 250 rondas por cada inferior. Se agregaron otros cuatro soportes de armas debajo de las alas para un total de ocho, y la carga de bombas se incrementó a 1361 kg (3000 lb). El F2H-3 también agregó provisión para el reabastecimiento de combustible en vuelo, que consistía en un kit atornillable fácilmente desmontable, y que reemplazaba el cañón del lado de babor superior por una sonda de reabastecimiento de combustible. Estos cambios dieron como resultado un avión más largo y más grande que se veía significativamente diferente de sus predecesores.
La última variante fue la F2H-4. Tenía un radar Hughes AN/APG-37 y motores ligeramente más potentes Westinghouse J34-WE-38 de 16 kN (3600 lbf) que aumentaron la velocidad máxima en 48 km/h (30 mph) y aumentaron dramáticamente el techo de servicio del avión a 17 069 m (56 000 pies). El F2H-4 era similar al F2H-3.
Una variante propuesta de reconocimiento fotográfico F2H-3P se canceló antes de alcanzar la producción. A diferencia de muchos otros de los primeros cazas a reacción, nunca se produjo una versión de dos asientos. Una propuesta para aumentar la velocidad de la aeronave agregando dispositivos de poscombustión se canceló después de que una aeronave de pruebas sufriera extensos daños en las raíces de las alas y la estructura de la cola cuando se activaron los dispositivos de poscombustión. Una versión mucho más rápida del Banshee fue cancelada antes de abandonar los tableros de dibujo.
La producción terminó el 24 de septiembre de 1953, después de que se entregaran un total de 895 aviones. El F2H-3 y el F2H-4 recibieron las nuevas designaciones F-2C y F-2D respectivamente, bajo el sistema de designación unificado de 1962. Las designaciones F-2A y F-2B se refieren presumiblemente al F2H-1 y al F2H-2, pero estas variantes ya se habían retirado del servicio. Ningún Banshee voló con las nuevas designaciones; los últimos en el servicio de la USNR se almacenaron antes de que las nuevas designaciones entraran en vigor.

## Historia operacional

### Armada y Cuerpo de Marines
Los aviadores estadounidenses a menudo se referían al F2H como el «Banjo».
El F2H-2 sirvió durante la guerra de Corea con la Task Force 77 de la Armada y el Cuerpo de Marines de los Estados Unidos.
Debido a su buen desempeño a gran altura, el F2H-2 inicialmente demostró su valía como escolta para los bombarderos de la USAF, que apoyaban a las fuerzas terrestres del Mando de las Naciones Unidas (UNC).
Desde mediados de 1950, el F2H-2 tuvo una exposición insignificante a aviones hostiles en Corea, debido a varios factores. Durante las primeras semanas de la guerra, la Fuerza Aérea norcoreana fue casi completamente aniquilada por unidades de combate de la UNC. A partir de ese momento, Corea del Norte y sus aliados no pudieron abrir nuevos aeródromos cerca de las zonas de combate en Corea del Sur, lo que les obligó a operar fuera de las bases aéreas, en China. Como resultado de su superioridad aérea durante la mayor parte de 1950, los escuadrones de la UNC se restringieron a misiones de ataque a tierra, especialmente apoyo aéreo cercano e interdicción de las líneas de suministro del Ejército de Corea del Norte. Además, los Banshee, como la mayoría de los reactores navales de su generación, tenían una seria desventaja, en relación con los últimos cazas: los servicios aéreos navales, incluida la USN, se habían resistido a los más rápidos diseños de alas en flecha, temiendo que sus características a bajas velocidades hicieran inseguro operarlos desde portaaviones. En consecuencia, el Banshee era casi 160 km/h (100 mph) más lento que los últimos diseños de cazas terrestres. La obsolescencia de todos los cazas de ala recta se vio reforzada por la introducción, en noviembre de 1950, del Mikoyan-Gurevich MiG-15, a menudo operado de forma encubierta por unidades de élite soviéticas. La mayoría de las misiones de combate aéreo de la UNC, como las patrullas en la "MiG Alley", fueron realizadas por los F-86 Sabre de la Fuerza Aérea del Lejano Oriente de la Fuerza Aérea de los Estados Unidos. En consecuencia, el F2H-2 operó durante prácticamente toda la guerra en áreas fuera del alcance de los cazas enemigos. Durante la guerra de Corea, los pilotos de Banshee no obtuvieron victorias en combate aire-aire, ni sufrieron pérdidas, aunque tres F2H-2 se perdieron debido al fuego antiaéreo.
El F2H-2P realizó misiones de reconocimiento durante la guerra de Corea, principalmente con el USMC. En el momento de la guerra aún no se habían desarrollado misiles precisos tierra-aire, y la gran mayoría de los aviones enemigos no tenían un radar a bordo, y los cañones AA eran casi ineficaces contra objetivos rápidos y a gran altitud. Las tácticas de defensa aérea aún dependían en gran medida de poder ver al enemigo, y los comandantes estadounidenses pronto descubrieron que un F2H-2P solitario en vuelo alto era casi imposible de detectar para las fuerzas terrestres, y mucho menos de derribar. El avión pronto tuvo una gran demanda por las inestimables fotografías del campo de batalla que podía proporcionar. Los F2H-2P incluso recibieron escoltas de caza de la USAF cuando operaban en áreas frecuentadas por cazas enemigos. A pesar de estar desplegados constantemente a lo largo de la guerra, solo dos F2H-2P se perdieron debido a los disparos de AA dirigidos por radar, sin pérdidas aire-aire.
La USN desplegó los nuevos F2H-3 y F2H-4 equipados con radar para la defensa todotiempo de la flota después de la finalización de la guerra de Corea, pero sólo como medida provisional hasta que el F9F Cougar, el F3H Demon y el F4D Skyray, mucho más rápidos, pudieran desplegarse en números significativos. Las variantes posteriores del Banshee sirvieron sólo unos pocos años en las líneas del frente y no entraron en acción. De manera similar, el F2H-2P fue reemplazado por la variante F9F-8P (más tarde RF-9J) del F9F Cougar y la variante F8U-1P (más tarde RF-8A) del F-8U Crusader cuando estos aviones más rápidos estuvieron disponibles.
En 1954, un Banshee voló de costa a costa, sin parar, sin reabastecerse de combustible, aproximadamente 3100 km (1900 millas) desde NAS Los Alamitos, California, hasta NAS Cecil Field, Florida, en aproximadamente cuatro horas.
Durante la guerra de Corea, los Estados Unidos estaban preocupados por una guerra general en Europa que involucrara a la Unión Soviética, y la falta total de inteligencia en ese país, en particular la ubicación de los aeródromos. La Armada ideó un plan llamado "Operation Steve Brody", en el que cuatro F2H-2P Banshee de reconocimiento fotográfico se lanzarían desde un portaaviones en maniobras de rutina en la costa noreste de Grecia y volarían hacia el norte, fotografiando la masa de tierra de Rusia que bordea el Mar Negro. En mayo de 1952, la Armada de los Estados Unidos presentó el plan al Secretario de Defensa Robert Lovett, con la petición de que lo llevara al presidente Harry Truman. Lovett se negó, cancelando efectivamente la operación.
Más tarde, en 1955, hubo otra crisis relacionada con la posible invasión de Taiwán por parte de la China comunista. Los Banshee navales fueron elegidos para realizar vuelos secretos en áreas donde los chinos comunistas estarían preparando tal invasión. A diferencia de los vuelos fotográficos propuestos sobre la Unión Soviética en 1952, estas misiones fueron escoltadas por otros cazas Banshee de los Marines con base en Corea del Sur. Veintisiete misiones tuvieron lugar sin incidentes.
Los ejemplares supervivientes se encuentran en exhibición en colecciones privadas y en varias Estaciones Aeronavales y Estaciones Aéreas del Cuerpo de Marines en los Estados Unidos, incluyendo dos ejemplares en exhibición en el Museo Nacional de Aviación Naval en la Estación Aérea Naval de Pensacola, Florida, y un ejemplar en el Flying Leatherneck Aviation Museum en la Marine Corps Air Station Miramar, California.

### Real Armada Canadiense
En 1951, la RCN expresó interés en reemplazar sus obsoletas Hawker Sea Fury con Banshee, elaborando un acuerdo de 40 millones de dólares por 60 aviones nuevos. Desafortunadamente, debido a la disputa fiscal en el Gabinete canadiense, la compra no fue aprobada hasta después de que la producción de Banshee se hubiera cerrado en 1953. La RCN se vio obligada a adquirir aviones de la USN de segunda mano, 39 a un coste de 25 millones de dólares. Los aviones se entregaron de 1955 a 1958, y volaron desde el HMCS Bonaventure o como interceptores del NORAD desde bases costeras.
Para mejorar las capacidades del Banshee como interceptor de largo alcance, la RCN equipó la aeronave con el misil AIM-9 Sidewinder. La RCN llevó a cabo pruebas en el mar del AIM-9 Sidewinder en noviembre de 1959, durante el cual varios aviones teledirigidos pilotados a distancia fueron derribados.
El Banshee, aunque inicialmente fue muy apreciado por sus pilotos canadienses por sus cualidades de vuelo, comenzó a sufrir problemas en el servicio con la RCN. Un Banshee y su piloto se perdieron después de un fallo estructural en vuelo del mecanismo del ala plegable, y otro Banshee sufrió un aparente fallo en el freno a bordo del Bonaventure y salió de la cubierta del portaaviones, cayendo al océano y ahogando a su piloto. La RCN perdería finalmente 12 de sus 39 Banshee originales por accidentes, una tasa de pérdidas de más del 30 %.
La utilización de los Banshee cayó cuando la RCN cambió su enfoque principal a la guerra antisubmarina (ASW). El Bonaventure era demasiado pequeño para acomodar a muchos Banshee mientras llevaba una cantidad suficiente de Grumman CS2F Tracker para llevar a cabo patrullas ASW durante las 24 horas del día, por lo que el portaaviones frecuentemente dejaba el puerto sin Banshee a bordo. Además, los militares canadiense estaban sometidos a una presión política cada vez mayor para reducir su presupuesto, y los Banshee cada vez más adolescentes eran cada vez más caros de mantener, ya que su edad, al agotador servicio en portaaviones y al duro clima del Atlántico Norte cobraban su precio. Los últimos Banshee de la RCN fueron retirados sin reemplazo en septiembre de 1962. Fueron los únicos cazas con base en portaaviones propulsados por reactores desplegados por la RCN.
Los Banshee fueron las aeronaves principales del equipo acrobático de corta duración Gray Ghosts de la RCN. El nombre del equipo era un juego de palabras con el nombre de Banshee y el esquema de color de la RCN. La flota de Banshee de la de RCN era demasiado pequeña para mantener un contingente especial de aeronaves para el servicio de exhibición aérea, por lo que el equipo simplemente voló cuantos Banshee de servicio activo estaban disponibles en el momento de cada exhibición.
Tres de los ex Banshee de la RCN sobreviven hoy, pero los Banshee restantes fueron eliminados como chatarra o destruidos como blancos.

## Variantes
XF2H-1 (XF2D-1)
Prototipo (originalmente designado XF2D-1), 3 ejemplares construidos.
F2H-1
Caza monoplaza, primera versión de producción, propulsado por dos turborreactores Westinghouse J34-WE-22 de 1400 kgf (3000 lbf) de empuje. 56 fabricados.
F2H-2
Versión mejorada con depósitos de combustible desechables en las puntas alares, motores Westinghouse J34-WE-34 de 1475 kgf (3250 lbf) y con ocho pilones subalares con capacidad para 454 kg de armamento. 308 fabricados.
F2H-2B
Versión cazabombardero, con soportes reforzados para portar la bomba nuclear Mark 8 de 1465 kg. 25 ejemplares fabricados.
F2H-2N
Versión caza nocturno. Equipado con radar APS-19 en la parte frontal, que fue alargada para poder albergarlo. 14 fabricados.
F2H-2P
Versión de fotorreconocimiento. Equipado con 6 cámaras en la parte frontal alargada. 89 fabricados.
F2H-3 (F-2C)
Versión caza todo tiempo con fuselaje alargado, cola rediseñada, con mayor capacidad para combustible, con ocho pilones subalares para cargar 1361 kg de bombas y equipado con radar APQ-41 en la parte frontal alargada. 250 fabricados. Renombrado F-2C en 1962.
F2H-3P
Propuesta de versión de fotorreconocimiento del F2H-3 que no fue fabricada.
F2H-4 (F-2D)
Versión mejorada del F2H-3 con motores Westinghouse J34-WE-38 de 1630 kg (3600 lbf) de empuje y radar APG-37. Fue la última versión producida, 150 ejemplares. Rediseñados como F-2D in 1962.
F2H-5
Designación no oficial de una versión propuesta con las alas, la cola y los postquemadores del McDonnell XF-88 Voodoo que no llegó a ser construida.

## Operadores
Canadá
- Marina Real Canadiense: 3 escuadrones.

 Estados Unidos
- Armada de los Estados Unidos: 20 escuadrones.
- Cuerpo de Marines de los Estados Unidos: 7 escuadrones.

## Especificaciones (F2H-3)
Referencia datos: McDonnell Douglas Aircraft since 1920, Combat Aircraft since 1945

### Características generales
- Tripulación: Uno (piloto)
- Longitud: 14,7 m (48,2 ft)
- Envergadura: 12,7 m (41,8 ft)
- Altura: 4,4 m (14,5 ft)
- Superficie alar: 27,3 m² (293,9 ft²)
- Peso vacío: 5980 kg (13 179,9 lb)
- Peso cargado: 9531 kg (21 006,3 lb)
- Peso máximo al despegue: 11 437 kg (25 207,1 lb)
- Planta motriz: 2× turborreactor Westinghouse J34-WE-34.
  - Empuje normal: 14,5 kN (1474 kgf; 3250 lbf) de empuje cada uno.

### Rendimiento
- Velocidad máxima operativa (Vno): 933 km/h (580 MPH; 504 kt) a nivel del mar
- Velocidad crucero (Vc): 742 km/h (461 MPH; 401 kt)
- Alcance: 2760 km (1490 nmi; 1715 mi)
- Techo de vuelo: 14 000 m (45 932 ft)
- Régimen de ascenso: 30 m/s (5905 ft/min)

### Armamento
- Cañones: 

  - 4x Colt Mk 16 de 20 mm, con 220 proyectiles cada uno de los superiores y 250 cada uno de los inferiores
- Cohetes: 

  - 8× cohetes de 60 lb o
  - 2× cohetes de 60 lb y 6× bombas de 500 lb
- Misiles: 

  - 2× AIM-9 Sidewinder (en servicio con Canadá)

### Aviónica
- Radar Westinghouse AN/APQ-41

## Aeronaves relacionadas

### Desarrollos relacionados
- McDonnell FH Phantom

### Aeronaves similares
- Grumman F9F Panther
- Lockheed F-94 Starfire
- de Havilland Sea Venom
- Hawker Sea Hawk

### Secuencias de designación
- Secuencia F_H (Cazas de la Armada estadounidense, 1922-1962 (McDonnell, 1946-1962): FH - F2H - F3H - F4H
- Secuencia F-_ (Cazas estadounidenses, 1962-presente): F-1 (C/D, E/F) - F-2 - F-3 - F-4 - F-5 →